# Eesti Sotsiaaldemokraatlik Tööliste Partei

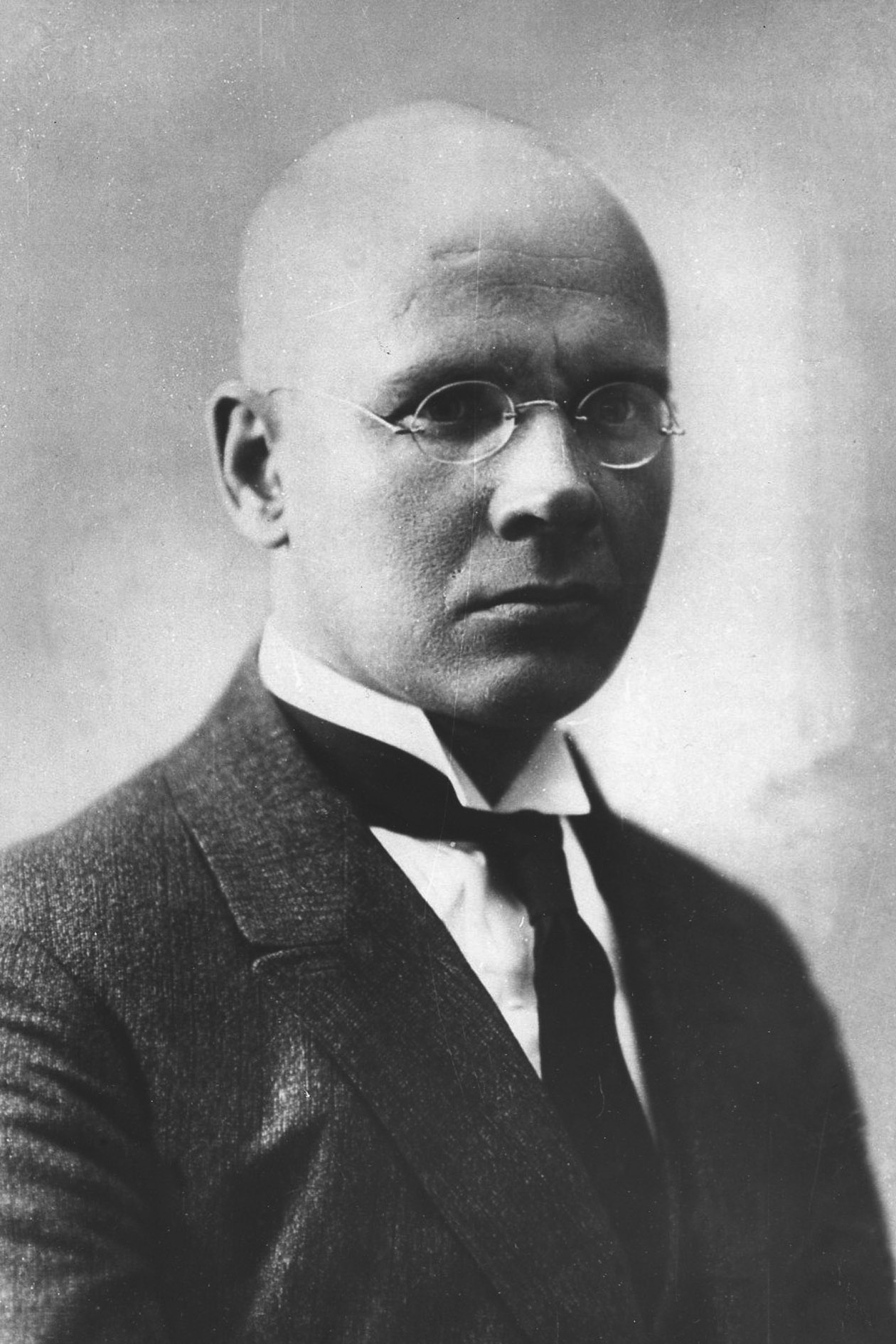
Der zweifache Minister Leopold Johanson starb 1942 in einem sowjetischen Gulag

Die Estnische Sozialdemokratische Arbeiterpartei (estnisch Eesti Sotsiaaldemokraatlik Tööliste Partei – ESDTP) war eine politische Partei im Estland der Zwischenkriegszeit. Ab 1925 trug sie den Namen Estnische Sozialistische Arbeiterpartei (Eesti Sotsialistlik Tööliste Partei – ESTP).

## Frühe Jahre
Die ESDTP gilt als die älteste politische Partei Estlands. Die Vorgeschichte der Partei ist stark von der russischen Revolution von 1905 beeinflusst, der sich auch estnische Vertreter angeschlossen hatten. Ihre Wurzeln gehen auf die Menschewiki zurück, einer Fraktion der Sozialdemokratischen Arbeiterpartei Russlands.
Ab 1907 bildeten estnische Menschewiki eine eigene Unterorganisation. Am 31. Mai 1917 gründeten sie die Estnische Sozialdemokratische Vereinigung (Eesti Sotsialistlik Ühendus). Im Oktober 1917 gab sich die Vereinigung den Namen Estnische Sozialdemokratische Arbeiterpartei (Eesti Sotsialistlik Tööliste Partei) und spaltete sich endgültig von den russischen Sozialisten ab. Starken Anteil an der Gründung der Partei hatten der Rechtsanwalt August Rei, der Schriftsteller Karl Ast und der Journalist Mihkel Martna.

## Aufbau der Republik
Im Februar 1918 erklärte die Republik Estland ihre staatliche Souveränität und die Loslösung von Russland. Die sozialdemokratisch/sozialistische ESTDP wurde zu einer der tragenden Parteien im politischen Spektrum der jungen Republik.
Bei den Wahlen zur verfassungsgebenden Versammlung der Republik Estland (Asutav Kogu) im April 1919 stellte die ESDTP mit 41 von 120 Abgeordneten die stärkste Kraft. August Rei wurde am 23. April 1919 mit 100 von 115 Stimmen zum Vorsitzenden der verfassungsgebenden Versammlung gewählt. Die ESDTP prägte damit die Grundlagen eines rechtsstaatlichen Estland, das als parlamentarische Demokratie verfasst war.

## Programmatik und Wählerschaft
In den Anfangsjahren gab es innerhalb der Partei starke politische Auseinandersetzungen um den ideologischen Kurs. Ein kleinerer, radikalerer Teil der Partei stand kommunistischen Idealen nahe, auch wenn sie eine bolschewistische Herrschaft wie in Sowjetrussland ablehnte. Die Mehrheit verfocht hingegen sozialdemokratische Ziele.
Die Streitigkeiten zwischen beiden Flügeln ließen die ESDTP in der Wählergunst sinken. Bei der Parlamentswahl 1920 musste die Partei mit nur 17,0 % starke Verluste hinnehmen. Die Wählerzahl halbierte sich fast. Die ESDTP wurde nur drittstärkste Fraktion im Parlament. Die sozialistische Unabhängige Sozialistische Arbeiterpartei konnte hingegen ihren Wähleranteil von 5,8 % auf 10,6 % fast verdoppeln.
Erst Mitte der 1920er Jahre setzte sich die sozialdemokratische Mehrheit durch. Mit dem gescheiterten kommunistischen Putschversuch am 1. Dezember 1924, in dem von Moskau gesteuerte Bolschewiki die Macht in Estland an sich reißen wollten und seine Vereinigung mit der Sowjetunion anstrebten, wurden der linksradikale Flügel marginalisiert. Gleichzeitig konnte die Partei in verschiedenen Jugend-, Frauen- und Sportvereinigungen sowie bei den Gewerkschaften stärker Fuß fassen.
Die Partei forderte als Fernziel den Aufbau einer sozialistischen Gesellschaft. Einem gewaltsamen Umsturz oder einer Diktatur des Proletariats stand sie ablehnend gegenüber. Ein lebensfähiger Sozialismus könne nicht durch Gewalt geschaffen werden, sondern müsse sich demokratisch entwickeln. Der Sozialismus in Estland könne nicht losgelöst von der politischen Entwicklung in Westeuropa gedacht werden.
Die ESDTP vertrat im politischen System Estlands einen pragmatischen und kompromissbereiten Ansatz. Sie wollte vor allem demokratische und soziale Prinzipien in der Staats- und Gesellschaftsordnung verankern. Programmatisch trat sie für Verbesserungen des täglichen Lebens wie der Bekämpfung der Arbeitslosigkeit, einer Verminderung der Lebenshaltungskosten, einer Senkung der Steuern, der Schaffung eines gerechten Sozialversicherungssystems ein. Hierzu gehörte die Schaffung einer kostenfreien Krankenversicherung für die ärmeren Schichten. Daneben forderte sie die Schulpflicht für alle Jugendlichen bis 16 Jahren.
Die Wählerschaft der ESDTP bestand vor allem aus der städtischen Industriearbeiterschaft, ärmeren Kleinbauern und Teilen des Kleinbürgertums. Die ESDTP war auch von ihrer Wählerschaft her eine klassische sozialdemokratische Partei im Europa der Zwischenkriegszeit.

## Prominente Vertreter
Prominente Vertreter des rechten Flügels der Partei waren August Rei (estnischer Staats- und Regierungschef 1928/29) und die Minister Aleksander Oinas, Leopold Johannes Johanson, Nikolai Köstner, Anton Palvadre sowie die Anwältin Alma Ostra-Oinas, der Schriftsteller Karl Ast, der Jurist Johan Jans und der Diplomat und zweifache Außenminister Aleksander Hellat.
Zum linken Flügel gehörten Mihkel Martna, Alekander Joeäär und Nigol Andresen.

## Vereinigung zur ESTP
Im April 1925 vereinigte sich die ESDTP mit der sozialistischen Unabhängigen Sozialistischen Arbeiterpartei (Iseseisev Sotsialistlik Tööliste Partei – ISTP). Fortan hieß die Partei Estnische Sozialistische Arbeiterpartei (Eesti Sotsialistlik Tööliste Partei – ESTP). Am 9. Juni 1925 wählten die Abgeordneten August Rei zum Parlamentspräsidenten.
Bei den Parlamentswahlen 1926 wurde die ESTP mit 22,9 % stärkste politische Kraft. Von Dezember 1928 bis Juli 1929 bekleidete August Rei in einer Koalitionsregierung das Amt des Staats- und Regierungschef (Riigivanem). Bei den Wahlen drei Jahre später konnte sie ihr Ergebnis mit 24,0 % sogar weiter ausbauen.
1926 spaltete sich ein linksradikaler Flügel der vereinigten Partei um Eduard Pesur und Paul Abramson wieder ab. Die Gruppe gründete die Estnische Arbeiterpartei (Eesti Tööliste Partei – ETP). Die ETP wurde um 1929 vollständig von den Kommunisten übernommen.

## Wahlergebnisse
| Wahl | Legislaturperiode | Stimmen | Abgeordnete (Asutav Kogu=120 Mandate) (Riigikogu=100 Mandate) |
| ---- | ----------------- | ------- | ------------------------------------------------------------- |
| 1919 | Asutav Kogu       | 33,3 %  | 41                                                            |
| 1920 | 1. Riigikogu      | 17,0 %  | 18                                                            |
| 1923 | 2. Riigikogu      | 14,0 %  | 15                                                            |
| 1926 | 3. Riigikogu      | 22,9 %  | 20                                                            |
| 1929 | 4. Riigikogu      | 22,0 %  | 25                                                            |
| 1932 | 5. Riigikogu      | 21,0 %  | 22                                                            |

## Ende der Partei
Am 24. Januar 1934 trat eine neue estnische Verfassung in Kraft. Sie sah das Amt eines Staatspräsidenten mit umfangreichen Machtbefugnissen vor. Anfang 1934 sollten die direkten Wahlen zum Staatsoberhaupt stattfinden. Zur Wahl stellten sich Konstantin Päts vom Bund der Landwirte (Põllumeeste Kogud), General Johan Laidoner für den Siedlerbund und die Nationale Zentrumspartei, August Rei von der Estnischen Sozialistischen Arbeiterpartei und Andres Larka vom rechtsextremen Bund der Freiheitskämpfer (Eesti Vabadussõjalaste Liit). Politische Beobachter sagten einen erdrutschartigen Sieg des Radikalen Larka voraus.
Am 12. März 1934 rissen der rechts-konservative Staats- und Regierungschef Konstantin Päts und Generalmajor Johan Laidoner mit Hilfe des estnischen Militärs in einem unblutigen Putsch die Macht an sich. Päts regierte fortan autoritär. Die Parteien wurden mit einem Betätigungsverbot belegt.
Später arrangierten sich die Führungsmitglieder der ehemaligen ESTP mit Päts’ Herrschaft. August Rei wurde 1938 estnischer Gesandter in Moskau, Karl Ast 1939 estnischer Presseattaché in Stockholm.
Päts’ Regierung wurde 1940 von der stalinistischen Besetzung Estlands und der Einverleibung des Landes in die Sowjetunion abgelöst. Zahlreiche Sozialdemokraten wurden nach Sibirien deportiert, kamen im Gulag um oder wurden ermordet, darunter auch die mehrfachen sozialdemokratischen Minister Aleksander Oinas und Leopold Johanson.